# Đường phèn
Đường phèn là loại đường saccarose ở dạng kết tinh, thường có dạng rắn như phèn nên được gọi là đường phèn.

## Lịch sử
Sử liệu cho biết cách làm đường phèn có từ xưa. Theo sách Đường sương phổ (糖霜譜) của Trung Hoa thì một nhà sư tên Wang Zhuo (王灼, âm Hán Việt: Vương Chước), người Tứ Xuyên đã phát minh ra  từ đời nhà Đường. Đến thế kỷ 9 thì bên Trung Đông cũng ghi nhận cách làm mật đường kết tinh bằng cách hạ nhiệt thật nhanh.
Người Việt đã sở hữu kỹ thuật sản xuất đường phèn khá tinh xảo từ thế kỷ 17-18, chủ yếu ở vùng Quảng Nam - Quảng Ngãi thuộc xứ Đàng Trong. Đường phèn là mặt hàng quan trọng để giao thương với nước ngoài, mang lại nhiều hoa lợi cho các chúa Nguyễn. Đường phèn là hàng thượng cấp được dùng làm phẩm vật giao hảo với các nước lân bang, như vào triều nhà Nguyễn Gia Long, nhà vua ban tặng đường phèn cùng nhiều sản vật quý hiếm khác như vàng, bạc... cho vua nước Xiêm La (Thái Lan).

## Sản xuất và tác dụng
Ở Quảng Ngãi, Việt Nam, người ta sản xuất đường phèn bằng cách "rút" mật mía trong 12 giờ đồng hồ. Đường phèn có tác dụng chữa bệnh, chẳng hạn dùng hấp với quả quất rồi uống để trị ho.
Loại đường này có nguồn gốc từ Iran.

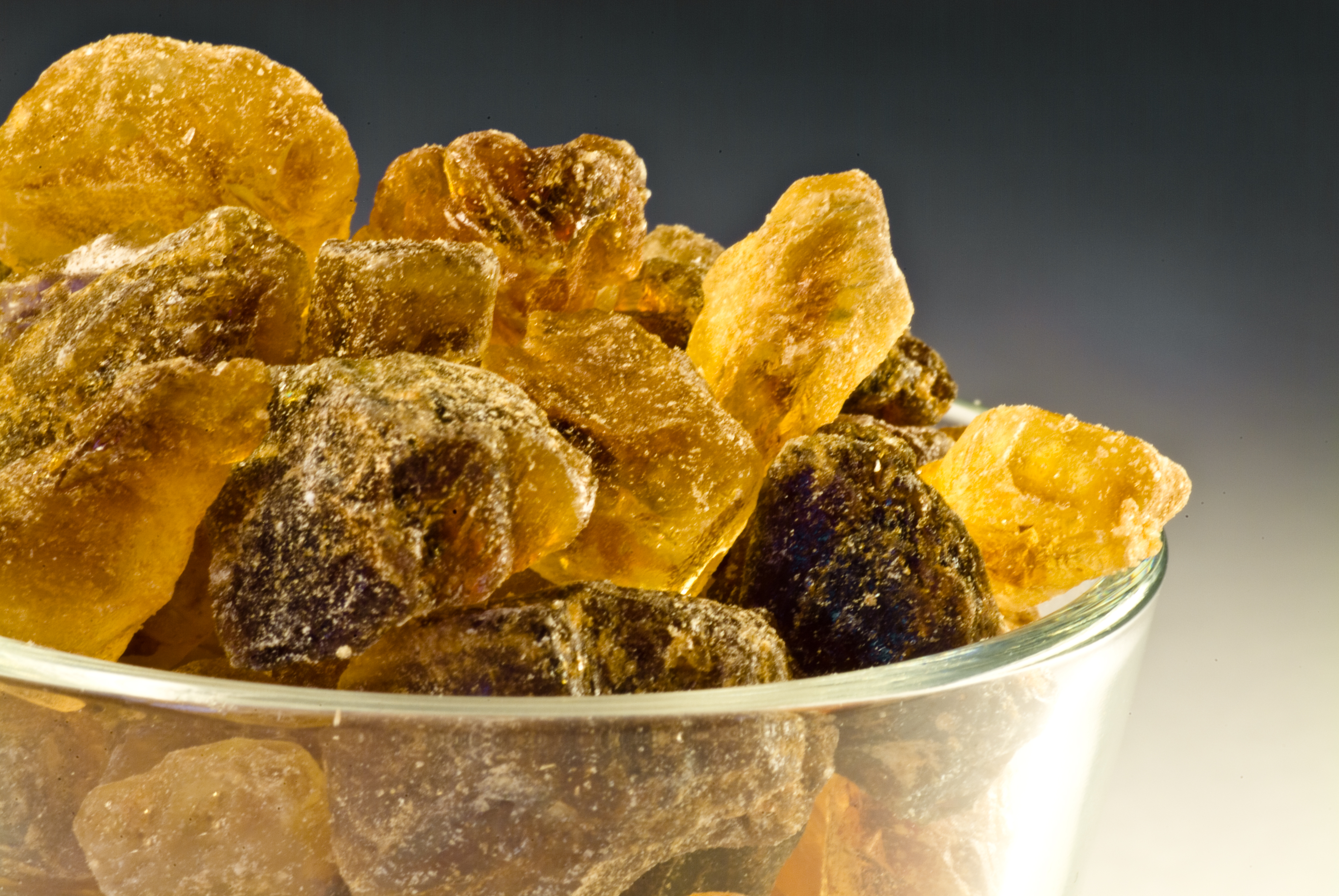
Đường phèn nâu truyền thống
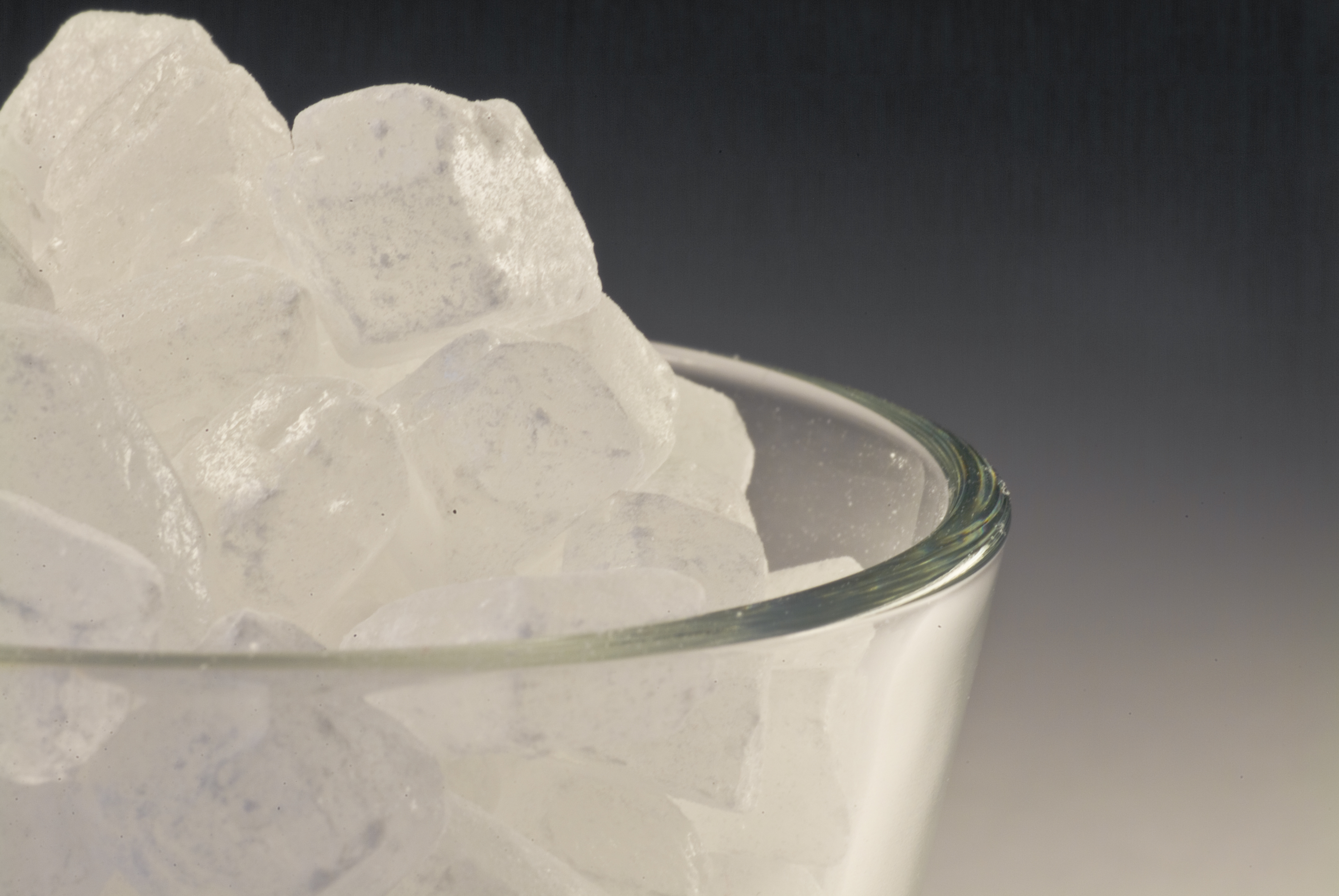
Đường phèn trắng
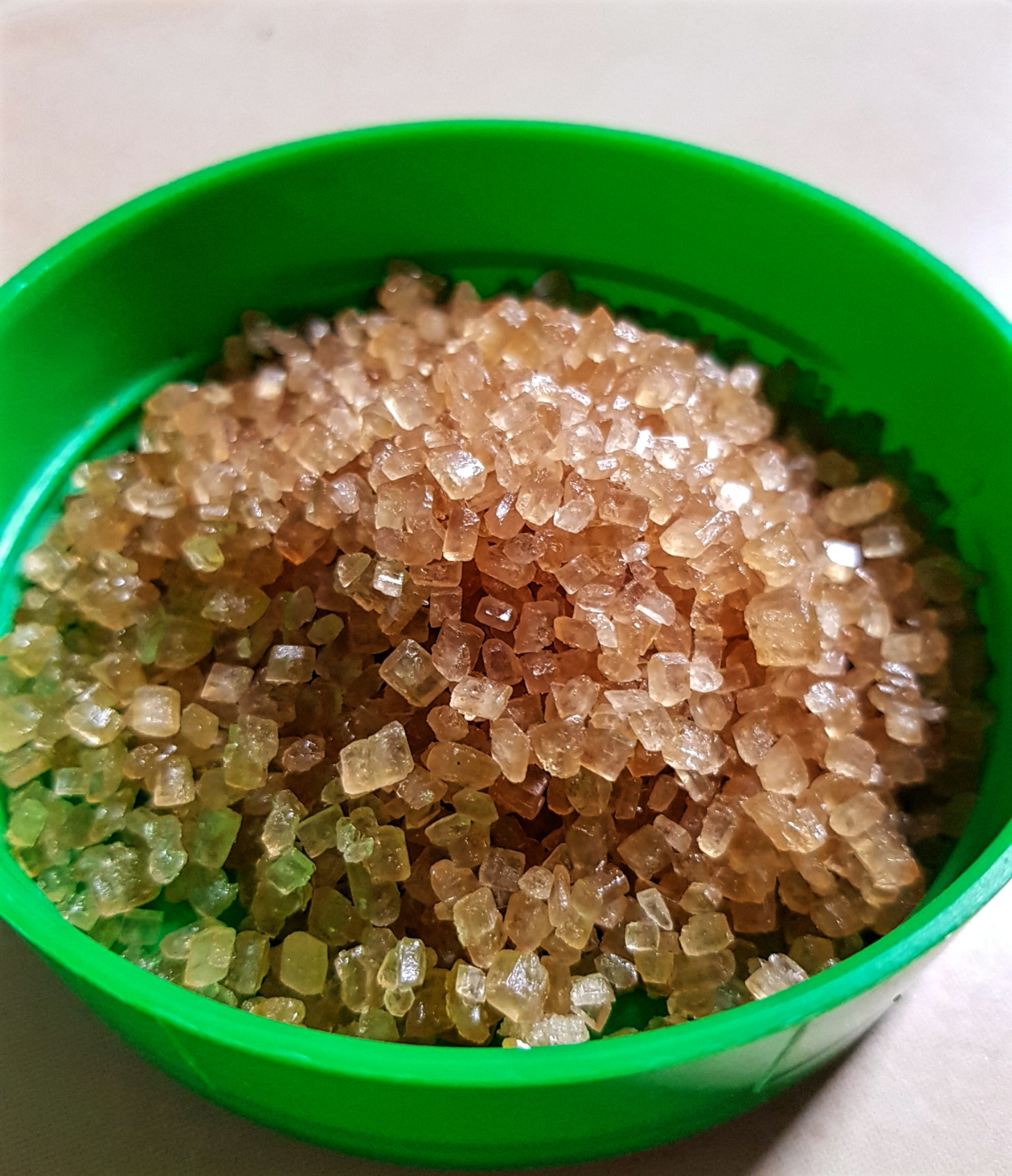
Đường phèn nâu dạng hạt